# Eucereon tigrata
Eucereon tigrata är en fjärilsart som beskrevs av Herrich-Schäffer 1855. Eucereon tigrata ingår i släktet Eucereon och familjen björnspinnare. Inga underarter finns listade i Catalogue of Life.